# Alois Jirák
Mons. ThDr. Alois Jirák (29. ledna 1848 Černovice u Tábora – 21. dubna 1907 Jindřichův Hradec) byl český římskokatolický duchovní, někdejší vyučující a později rektor v kněžském semináři v Českých Budějovicích. V letech 1900–1907 infulovaný probošt (v pořadí 23.) v Jindřichově Hradci.

## Život
Alois Jirák pocházel z městečka Černovic u Tábora z chudých poměrů. Vystudoval gymnázium v Jindřichově Hradci, kde v roce 1868 maturoval. Následně studoval teologii v kněžském semináři v Českých Budějovicích a v roce 1872 přijal z rukou biskupa Jirsíka kněžské svěcení. Následně byl ustanoven kaplanem v Počátkách, kde pak působil až do roku 1883. Jelikož v letech 1873–1877 dále studoval ve Vídni, šlo v této době spíše o pouze formální ustanovení. V roce 1877 byl ve Vídni promován doktorem teologie.
V roce 1883 odešel z kaplanského místa v Počátkách a začal působit v českobudějovickém kněžském semináři jako spirituál bohoslovců. V rámci jejich studia navíc vyučoval starozákonní biblistiku a církevní právo. Již v následujícím roce byl z postu spirituála uvolněn a jmenován rektorem v témže semináři. V témže roce byl jmenován sídelním kanovníkem českobudějovické katedrální kapituly. V roce 1896 byl jmenován papežským komořím s titulem Monsignore. Působil rovněž na diecézním církevním soudu jako defensor vinculi. Byl znám jako člověk širokého vzdělání a velké píle.
Jako jediný uchazeč se ucházel o jmenování do úřadu probošta v Jindřichově Hradci. Ke dni 23. dubna 1900 byl skutečně do tohoto úřadu jmenován.
Coby jindřichohradecký probošt podporoval výrazně místní školství. Angažoval se také v českých vlasteneckých spolcích. V roce 1902 doprovázel českobudějovického biskupa Říhu do Říma a účastnil se jeho audience u papeže Lva XIII., kde získal dovolení udělit jindřichohradeckým věřícím papežské požehnání. Toto požehnání udělil v zastoupení papeže na Hod Boží svatodušní roku 1902, záhy poté, co se z Říma vrátil.
Závěr života probošta Jiráka byl poznamenán vleklými spory s jindřichohradeckými evangelíky. Ti se domnívali, že probošt záměrně vyhradil pro pohřeb jedné dívky evangelického vyznání na hřbitově potupné místo. Celá záležitost byla velmi emotivní a záhy se do ní vložil levicový a protestantský tisk. Probošt Jirák celou věc vnímal jako projev protikatolického hnutí a zareagoval sérií veřejných přednášek. Spor uhasl až tři roky po Jirákově smrti rozhodnutím Správního soudu, který stížnosti evangelíků odmítl jako nedůvodné s tím, že o žádném místě na hřbitově nelze říkat, že by bylo neslušné, nebo dokonce potupné.
Probošt Jirák byl ještě v počátku roku 1907 zmiňován jako další možný českobudějovický biskup. Dne 21. dubna 1907 však zemřel.